# Place Parmentier (Saint-Denis)
Pour les articles homonymes, voir Place Parmentier.
La place Parmentier est une voie de communication de Saint-Denis, située dans le centre historique.

## Situation et accès

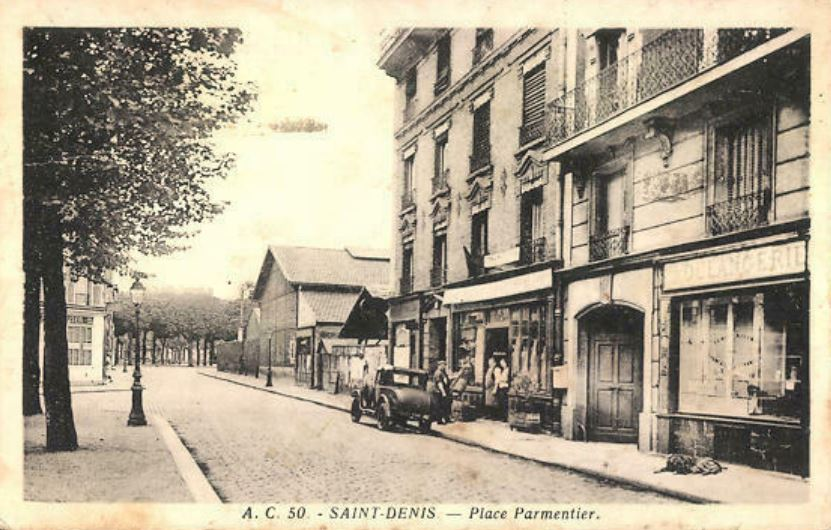
La place Parmentier, dans la direction du square Pierre-de-Geyter.

Cette place arborée, de plan triangulaire, est délimitée par la rue Lorget, la rue Génin et la rue du 4-Septembre.
Elle est aussi attenante à la rue Raspail et à la rue Bobby-Sands, qui était anciennement la partie orientale de la rue Lorget.

## Origine du nom
Cette place porte le nom de l'agronome Antoine Parmentier (1737-1813).